# Campionati europei maschili di pallacanestro Under-18
I Campionati europei maschili di pallacanestro Under-18 (in inglese FIBA Europe Under-18 Championship) sono una competizione sportiva continentale a cadenza annuale organizzata dalla FIBA Europe, la federazione europea della pallacanestro.
Si tratta di un torneo tra nazionali composte di giocatori al di sotto dei 18 anni di età, ed è di solito valevole per la qualificazione ai Campionati mondiali Under-19.
Il primo campionato europeo di pallacanestro Under-18 si tenne nel 1964 a Napoli e fino al 2004 il torneo si svolgeva ogni due anni.

## Albo d'oro
| Anno          | Nazione ospitante   | Finale 1º/2º        | Finale 1º/2º  | Finale 1º/2º     | Finale 3º/4º                      | Finale 3º/4º  | Finale 3º/4º         |
| Anno          | Nazione ospitante   | Vincitore           | punteggio     | Secondo posto    | Terzo posto                       | punteggio     | Quarto posto         |
| ------------- | ------------------- | ------------------- | ------------- | ---------------- | --------------------------------- | ------------- | -------------------- |
| 1964 dettagli | Italia              | Unione Sovietica    | 62-41         | Francia          | Italia                            | 73-72         | Bulgaria             |
| 1966 dettagli | Italia              | Unione Sovietica    | 71-50         | Jugoslavia       | Italia                            | 47-42         | Cecoslovacchia       |
| 1968 dettagli | Spagna              | Unione Sovietica    | girone finale | Jugoslavia       | Italia                            | girone finale | Turchia              |
| 1970 dettagli | Grecia              | Unione Sovietica    | girone finale | Grecia           | Italia                            | girone finale | Jugoslavia           |
| 1972 dettagli | Jugoslavia          | Jugoslavia          | girone finale | Italia           | Unione Sovietica                  | girone finale | Israele              |
| 1974 dettagli | Francia             | Jugoslavia          | 80-79         | Spagna           | Italia                            | 77-69         | Svezia               |
| 1976 dettagli | Spagna              | Jugoslavia          | 92-83         | Unione Sovietica | Spagna                            | 89-72         | Bulgaria             |
| 1978 dettagli | Italia              | Unione Sovietica    | 104-100       | Spagna           | Jugoslavia                        | 95-72         | Bulgaria             |
| 1980 dettagli | Jugoslavia          | Unione Sovietica    | 83-81         | Jugoslavia       | Bulgaria                          | 96-90         | Spagna               |
| 1982 dettagli | Bulgaria            | Unione Sovietica    | 97-87         | Jugoslavia       | Bulgaria                          | 84-73         | Italia               |
| 1984 dettagli | Svezia              | Unione Sovietica    | 75-74         | Italia           | Jugoslavia                        | 92-89         | Spagna               |
| 1986 dettagli | Austria             | Jugoslavia          | 111-87        | Unione Sovietica | Italia                            | 83-53         | Germania Ovest       |
| 1988 dettagli | Jugoslavia          | Jugoslavia          | 84-75         | Italia           | Cecoslovacchia                    | 88-70         | Grecia               |
| 1990 dettagli | Paesi Bassi         | Italia              | 92-79         | Unione Sovietica | Spagna                            | 105-73        | Romania              |
| 1992 dettagli | Ungheria            | Francia             | 94-83         | Italia           | Comunità degli Stati Indipendenti | 113-108       | Grecia               |
| 1994 dettagli | Israele             | Lituania            | 73-71         | Croazia          | Spagna                            | 87-76         | Italia               |
| 1996 dettagli | Francia             | Croazia             | 64-51         | Francia          | Jugoslavia                        | 77-60         | Belgio               |
| 1998 dettagli | Bulgaria            | Spagna              | 81-70         | Croazia          | Grecia                            | 97-91         | Lettonia             |
| 2000 dettagli | Croazia             | Francia             | 65-64         | Croazia          | Grecia                            | 71-65         | Italia               |
| 2002 dettagli | Germania            | Croazia             | 74-72         | Slovenia         | Grecia                            | 82-67         | Lituania             |
| 2004 dettagli | Spagna              | Spagna              | 89-71         | Turchia          | Francia                           | 74-68         | Italia               |
| 2005 dettagli | Serbia e Montenegro | Serbia e Montenegro | 78-61         | Turchia          | Italia                            | 88-83         | Spagna               |
| 2006 dettagli | Grecia              | Francia             | 77-72         | Lituania         | Spagna                            | 92-83         | Turchia              |
| 2007 dettagli | Spagna              | Serbia              | 92-89         | Grecia           | Lettonia                          | 74-72         | Lituania             |
| 2008 dettagli | Grecia              | Grecia              | 57-50         | Lituania         | Croazia                           | 73-68         | Francia              |
| 2009 dettagli | Francia             | Serbia              | 78-72         | Francia          | Turchia                           | 95-74         | Lituania             |
| 2010 dettagli | Lituania            | Lituania            | 90-61         | Russia           | Lettonia                          | 75-49         | Serbia               |
| 2011 dettagli | Polonia             | Spagna              | 71-65         | Serbia           | Turchia                           | 69-65         | Italia               |
| 2012 dettagli | Lituania Lettonia   | Croazia             | 88-76         | Lituania         | Serbia                            | 66-56         | Russia               |
| 2013 dettagli | Lettonia            | Turchia             | 81-74         | Croazia          | Spagna                            | 57-56         | Lettonia             |
| 2014 dettagli | Turchia             | Turchia             | 85-68         | Serbia           | Croazia                           | 75-71         | Grecia               |
| 2015 dettagli | Grecia              | Grecia              | 64-61         | Turchia          | Lituania                          | 74-49         | Bosnia ed Erzegovina |
| 2016 dettagli | Turchia             | Francia             | 75-68         | Lituania         | Italia                            | 74-68         | Germania             |
| 2017 dettagli | Slovacchia          | Serbia              | 74-62         | Spagna           | Lituania                          | 97-88         | Turchia              |
| 2018 dettagli | Lettonia            | Serbia              | 99-90         | Lettonia         | Francia                           | 79-70         | Russia               |
| 2019 dettagli | Grecia              | Spagna              | 57-53         | Turchia          | Slovenia                          | 81-57         | Grecia               |
| 2022 dettagli | Turchia             | Spagna              | 68-61         | Turchia          | Serbia                            | 70-67         | Slovenia             |
| 2023 dettagli | Serbia              | Serbia              | 81-71         | Spagna           | Germania                          | 67-59         | Francia              |
| 2024 dettagli | Finlandia           | Germania            | 93-83         | Serbia           | Slovenia                          | 84-70         | Israele              |
| 2025 dettagli | Serbia              | Spagna              | 82-81         | Francia          | Italia                            | 86-68         | Lettonia             |

## Medagliere per nazioni
| Pos. | Paese                             | Oro | Argento | Bronzo | Totale |
| ---- | --------------------------------- | --- | ------- | ------ | ------ |
| 1.   | Unione Sovietica                  | 8   | 3       | 1      | 12     |
| 2.   | Spagna                            | 6   | 4       | 5      | 15     |
| 3.   | Jugoslavia                        | 5   | 4       | 2      | 11     |
| 4.   | Serbia                            | 5   | 3       | 2      | 10     |
| 5.   | Francia                           | 4   | 4       | 2      | 9      |
| 6.   | Croazia                           | 3   | 4       | 2      | 9      |
| 7.   | Turchia                           | 2   | 5       | 2      | 9      |
| 8.   | Lituania                          | 2   | 4       | 2      | 8      |
| 9.   | Grecia                            | 2   | 2       | 3      | 7      |
| 10.  | Italia                            | 1   | 4       | 9      | 14     |
| 11.  | Serbia e Montenegro               | 1   | 0       | 1      | 2      |
| 11.  | Germania                          | 1   | 0       | 1      | 2      |
| 13.  | Lettonia                          | 0   | 1       | 2      | 3      |
| 13.  | Slovenia                          | 0   | 1       | 2      | 3      |
| 15.  | Russia                            | 0   | 1       | 0      | 1      |
| 16.  | Bulgaria                          | 0   | 0       | 3      | 3      |
| 17.  | Cecoslovacchia                    | 0   | 0       | 1      | 1      |
| 17.  | Comunità degli Stati Indipendenti | 0   | 0       | 1      | 1      |

## MVP (dal 1998)
| Anno | MVP                      |
| ---- | ------------------------ |
| 1998 | Sani Bečirovič           |
| 2000 | Tony Parker              |
| 2002 | Erazem Lorbek            |
| 2004 | Sergio Rodríguez         |
| 2005 | Dragan Labović           |
| 2006 | Nicolas Batum            |
| 2007 | Kosta Koufos             |
| 2008 | Donatas Motiejūnas       |
| 2009 | Enes Kanter              |
| 2010 | Jonas Valančiūnas        |
| 2011 | Álex Abrines             |
| 2012 | Dario Šarić              |
| 2013 | Kenan Sipahi             |
| 2014 | Egemen Güven             |
| 2015 | Vasilīs Charalampopoulos |
| 2016 | Frank Ntilikina          |
| 2017 | Nikola Mišković          |
| 2018 | Marko Pecarski           |
| 2019 | Santiago Aldama          |
| 2022 | Izan Almansa             |
| 2023 | Nikola Topić             |
| 2024 | Ben Saraf                |
| 2025 | IIan Platteeuw           |

## Marcatori
| Anno | Top Scorer          | PPG  |
| ---- | ------------------- | ---- |
| 1996 | Igor Rakočević      | 25,4 |
| 1998 | Sani Bečirovič      | 28,1 |
| 2000 | Zoran Planinić      | 16,6 |
| 2002 | Erazem Lorbek       | 23,8 |
| 2004 | Nikita Kurbanov     | 21,1 |
| 2005 | Ernests Kalve       | 22,5 |
| 2006 | Čavdar Kostov       | 24,9 |
| 2007 | Kosta Koufos        | 26,5 |
| 2008 | Hristo Zahariev     | 19,2 |
| 2009 | Toni Prostran       | 20,9 |
| 2010 | Alessandro Gentile  | 23,0 |
| 2011 | Martin Kříž         | 19,0 |
| 2012 | Dario Šarić         | 25,6 |
| 2013 | Aleksandăr Vezenkov | 22,4 |
| 2014 | Federico Mussini    | 22,6 |
| 2015 | Lauri Markkanen     | 18,2 |
| 2016 | Džanan Musa         | 20,2 |
| 2017 | Sani Čampara        | 21,0 |
| 2018 | Marko Pecarski      | 24,7 |
| 2019 | Bojan Tomašević     | 21,0 |
| 2022 | Paulius Murauskas   | 20,7 |

## Assist
| Anno | Top Scorer                   | APG |
| ---- | ---------------------------- | --- |
| 1996 | Vladimir Anzulović           | 5,9 |
| 1998 | Sani Bečirovič               | 3,8 |
| 2000 | Marko Popović                | 5,1 |
| 2002 | Heiko Schaffartzik           | 4,7 |
| 2004 | Sergio Rodríguez             | 8,5 |
| 2005 | Yogev Ohayon                 | 5,1 |
| 2006 | Žygimantas Janavičius        | 5,3 |
| 2007 | Marios Matalon               | 4,8 |
| 2008 | Toni Prostran                | 5,0 |
| 2009 | Toni Prostran                | 7,9 |
| 2010 | Vytenis Čižauskas            | 5,7 |
| 2011 | Luka Rupnik                  | 5,7 |
| 2012 | Deyan Karamfilov             | 5,7 |
| 2013 | Matic Rebec                  | 8,1 |
| 2014 | Viktor Pulpàn                | 6,7 |
| 2015 | Vojislav Stojanović          | 7,1 |
| 2016 | Arnas Velička                | 5,7 |
| 2017 | Arnas Velička                | 6,4 |
| 2018 | Carlos Alocén                | 6,4 |
| 2019 | Keye van der Vuurst de Vries | 9,6 |
| 2022 | Noam Yaacov                  | 6,0 |

## Rimbalzi
| Anno | Top Scorer               | RPG  |
| ---- | ------------------------ | ---- |
| 1996 | Vladimir Vidačić         | 11,7 |
| 1998 | Andrija Žižić            | 12,0 |
| 2000 | Kaspars Cipruss          | 9,5  |
| 2002 | Erazem Lorbek            | 10,8 |
| 2004 | Martynas Andriuškevičius | 13,4 |
| 2005 | José Ángel Antelo        | 13,8 |
| 2006 | Tim Ohlbrecht            | 13,9 |
| 2007 | Kosta Koufos             | 13,0 |
| 2008 | Enes Kanter              | 14,6 |
| 2009 | Enes Kanter              | 16,4 |
| 2010 | Jonas Valančiūnas        | 13,4 |
| 2011 | Martin Kříž              | 11,7 |
| 2012 | Mouhammadou Jaiteh       | 11,6 |
| 2013 | Domantas Sabonis         | 11,4 |
| 2014 | Yankuba Sima             | 12,1 |
| 2015 | Ivica Zubac              | 12,9 |
| 2016 | Artūrs Strautiņš         | 10,3 |
| 2017 | Mikael Jantunen          | 12,6 |
| 2018 | Marko Pecarski           | 11,0 |
| 2019 | Usman Garuba             | 12,7 |
| 2022 | Motiejus Krivas          | 13,4 |